# Rubus lainzii
Rubus lainzii é uma espécie de planta com flor pertencente à família Rosaceae. 
A autoridade científica da espécie é H.E.Weber, tendo sido publicada em Anales del Jardin Botanico de Madrid 47: 333. 1990.

## Portugal
Trata-se de uma espécie presente no território português, nomeadamente em Portugal Continental.
Em termos de naturalidade é endémica da Península Ibérica.

## Protecção
Não se encontra protegida por legislação portuguesa ou da Comunidade Europeia.